# 5 포인츠

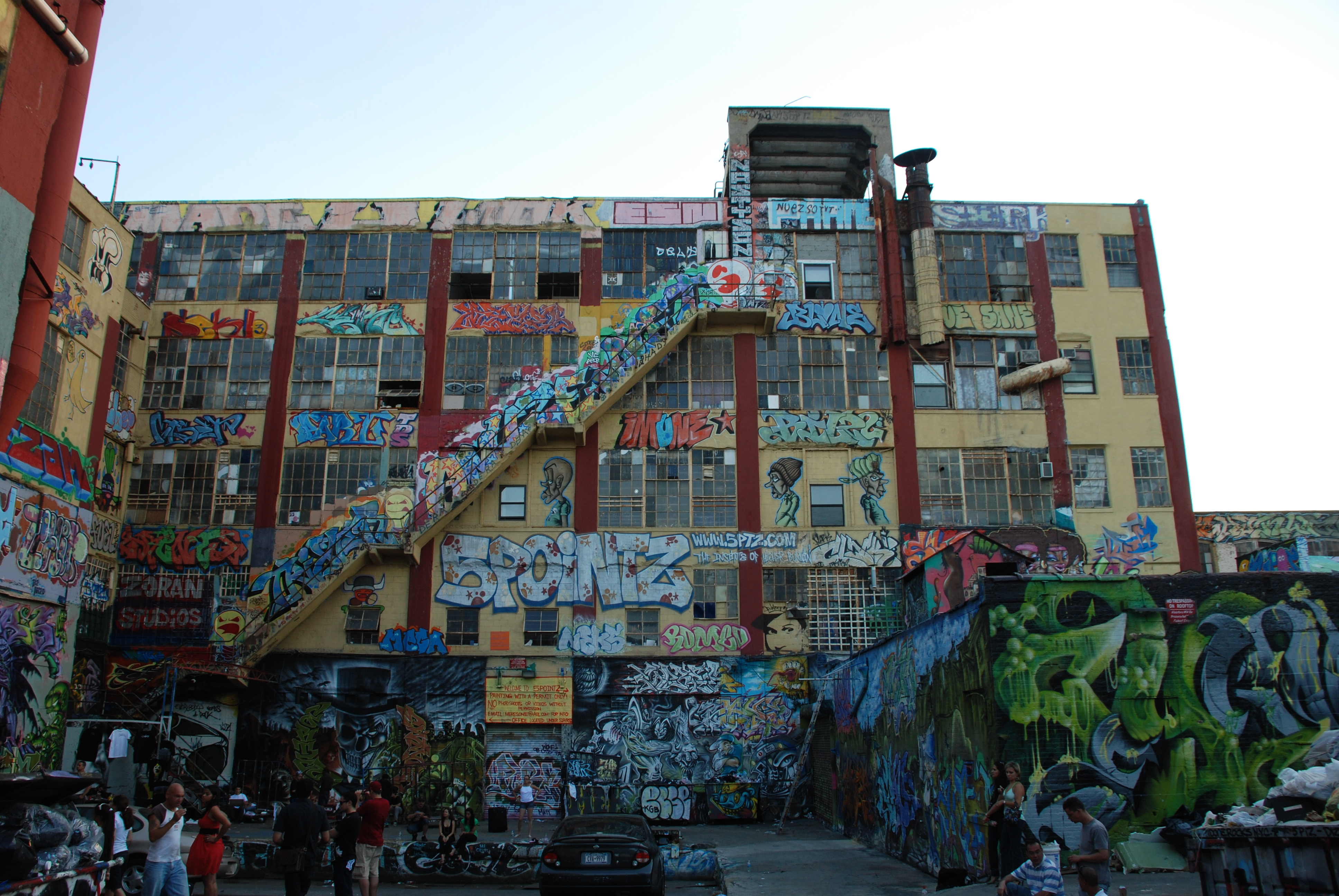
5 포인츠 건물의 뒷쪽

5 포인츠(5 Pointz)는 퀸스 롱아일랜드시티에 위치한 건축물로, 낙서(그래피티 아트)가 되어 있다. 총 낙서가 되어있는 면적은 19,000m²이며, 건물 안에는 작가들의 작업실도 있다.
당초에는 1892년 양수기 생산을 위한 공장으로 지어졌으며, 1993년 그래피티 작업을 위한 아티스트 스튜디오가 설립되었다. 이후 2014년 부지에 아파트 단지를 짓는 재개발 계획에 따라 철거되었다.

## 같이 보기
- 뉴욕의 문화
- 거리 미술